# Isla Spieden

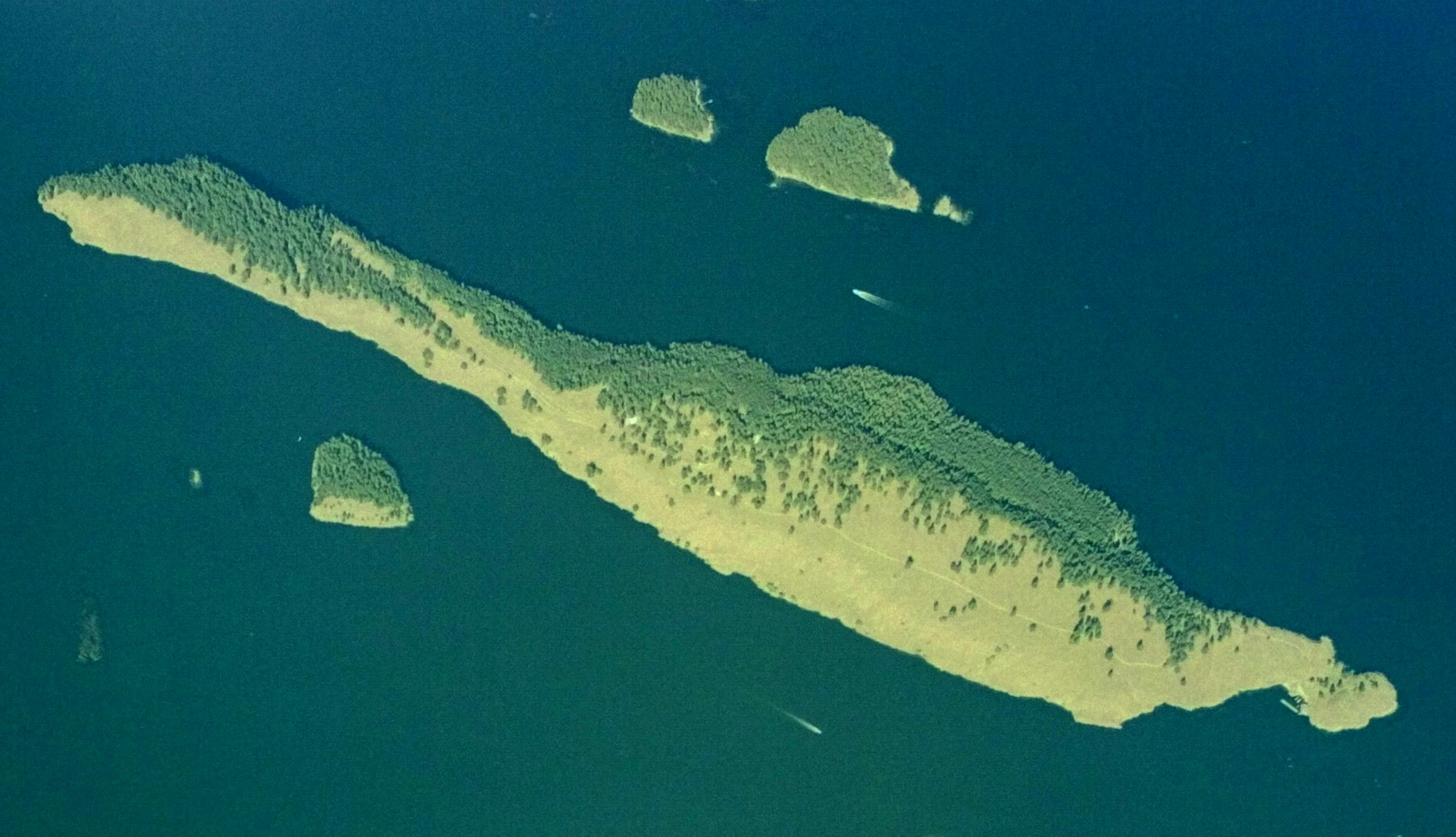
Isla Spieden

La isla Spieden  es una isla del archipiélago de las islas San Juan, situadas en el estrecho de Georgia. Pertenecen al Estado de Washington, Estados Unidos.
La isla posee un área de 2,0898 km² y se encuentra deshabitada, según el censo de 2000.

## Geografía
La isla es aproximadamente 2 millas de largo y media en su punto más ancho. Se encuentra al norte de la isla San Juan, de la que se encuentra separada por el canal Spieden. El clima inusual del área provoca que la isla esté desolada en su vertiente sur mientras en la cara norte los bosques son muy densos. 
- Datos: Q7577095
- Multimedia: Spieden Island (Washington) / Q7577095